# Hospital Nuestra Señora de Guadalupe
El Hospital Nuestra Señora de Guadalupe es un centro hospitalario ubicado en la villa de San Sebastián de La Gomera, capital de la isla. (Canarias, España). Gestionado por el Servicio Canario de la Salud, es el Hospital General de La Gomera.
Se encuentra situado en la localidad de El Molinito, junto al margen izquierdo del Barranco de La Villa. Con una superficie de 14 000 m2, el hospital cuenta con una unidad de hospitalización, servicio de diagnóstico por imagen, bloques quirúrgico y obstétrico, dos quirófanos y dos paritorios, así como centro de día, unidad de hemodiálisis, consultas y locales de procedimientos de las especialidades clínicas. Atiende a la población del Área de Salud de La Gomera, conformada por los 6 municipios de la isla. Su Hospital de Referencia es el Hospital Universitario Nuestra Señora de La Candelaria en Santa Cruz de Tenerife.
Con una inversión de 37 165 097 euros, el recinto actual fue inaugurado el 7 de abril de 2010, incorporando prestaciones para aumentar la capacidad de resolución de cada una de las especialidades médico-quirúrgicas y de los servicios centrales del hospital, con la finalidad de reducir al mínimo posible los desplazamientos de los pacientes a Tenerife. El nombre del hospital es en honor a la Virgen de Guadalupe, patrona de La Gomera. Sustituyó al primer Hospital Nuestra Señora de Guadalupe, situado también en San Sebastián, en la zona de El Calvario, que funcionaba desde 1961. El edificio del hospital original fue demolido y en su lugar se construyó un centro sociosanitario.

## Servicios y especialidades
| - Medicina Interna - Cardiología - Pruebas específicas de cardiología - Nefrología - Hematología y Hemoterapia - Neurología - Psiquiatría - Rehabilitación - Pediatría - Geriatría - Cirugía General - Cirugía Laparoscópica - Ginecología - Obstetricia - Oftalmología - Traumatología - Otorrinolaringología - Dermatología - Anestesiología y Reanimación - Unidad del Dolor - Farmacia Hospitalaria | - Laboratorio y extracciones: bioquímica, hematología, microbiología - Ecografía general - Ecografía doppler - Ecografía intervencionista (biopsia, drenaje…) - Mamografía - Radiología convencional - Scanner multidetector 16 - Telemando - Urgencias - Hospitalización - Consultas externas - Diálisis - Cuidados paliativos - Hospitalización a domicilio - Consulta de psicología - Consulta de logopedia - Unidad de Salud Mental - Unidad de Trabajadores Sociales - Documentación Clínica y Archivo - Codificación |

### Especialidades desplazadas desde el Hospital Universitario Ntra. Sra. de Candelaria
| - Alergología - Endocrinología y nutrición - Oftalmología - Urología - Reumatología | - Neurofisiología - Pruebas específicas de digestivo (endoscopias, colonoscopías…) - Oncología - Neumología |

## Área de influencia
Se proporciona cobertura sanitaria a los habitantes de los municipios de:
- Agulo
- Alajeró
- Hermigua
- San Sebastián de La Gomera
- Valle Gran Rey
- Vallehermoso